# Meat Loaf
Michael Lee Aday (tên khai sinh Marvin Lee Aday; sinh ngày 27 tháng 9 năm 1947 - mất 20 tháng 1 năm 2022), còn được biết với nghệ danh Meat Loaf là một ca sĩ kiêm nam diễn viên người Mỹ. Ông nổi tiếng với chất giọng nội lực, có âm vực rộng và những buổi trình diễn nhạc sống. Bộ ba nhạc phẩm của ông—Bat Out of Hell, Bat Out of Hell II: Back into Hell và Bat Out of Hell III: The Monster Is Loose—đã bán được hơn 50 triệu album trên toàn thế giới. Sau hơn 4 thập kỷ kể từ ngày phát hành, album đầu tiên vẫn tiêu thụ tới 200.000 đĩa mỗi năm và góp mặt trong nhiều bảng xếp hạng âm nhạc suốt hơn 9 năm, biến nhạc phẩm trở thành một trong những album bán chạy nhất lịch sử âm nhạc.
Sau những thành công về mặt thương mại của Bat Out of Hell và Bat Out of Hell II: Back Into Hell cũng như gặt hái một giải Grammy cho trình diễn đơn ca rock xuất sắc nhất nhờ bài hit "I'd Do Anything for Love", Meat Loaf lại gặp nhiều thử thách để xây dựng một sự nghiệp ổn định tại Mỹ. Tuy nhiên điều này cũng chẳng ngăn cản ông trở thành một trong những nghệ sĩ bán nhiều đĩa nhạc nhất mọi thời đại, với doanh số hơn 80 triệu đĩa trên toàn cầu. Chìa khóa cho sự thành công này đến từ việc ông luôn giữ được danh tiếng và hình tượng tại châu Âu, đặc biệt là Anh Quốc. Tại Anh, ông nhận giải Brit năm 1994 cho đĩa đơn và album bán chạy nhất, rồi tham gia đóng phim điện ảnh Spice World năm 1997 và được liệt ở hạng 23 trong số những nghệ sĩ có nhiều tuần xuất hiện trên các bảng xếp hạng âm nhạc của Anh nhất, tính tới năm 2006. VH1 cũng liệt ông ở vị trí số 96 trong danh sách "100 nghệ sĩ hard rock xuất sắc nhất mọi thời đại".
Với một nghệ danh khác ít dùng hơn là Meat Loaf Aday, ông đã xuất trong hơn 50 bộ phim điện ảnh và chương trình truyền hình, đôi lúc với vai diễn chính ông hoặc các nhân vật có nét tương đồng với cá tính của ông trên sân khấu. Những tác phẩm nổi tiếng nhất mà ông đóng gồm có vai Eddie trong The Rocky Horror Picture Show (1975) và vai Robert "Bob" Paulson trong Fight Club (1999).

### Qua đời
Meat Loaf qua đời tại Nashville, Tennessee, vào tối ngày 20 tháng 1 năm 2022, ở tuổi 74 mà không có nguyên nhân chính thức nào về cái chết được đưa ra vào thời điểm đó. [5] Anh ta được cho là bị bệnh với COVID-19 và chết vì các biến chứng của COVID-19.  Sau khi sức khỏe của ông suy giảm nhanh chóng, hai cô con gái của ông vội vã đưa ông vào bệnh viện đưa vợ đang ở bên cạnh khi ông qua đời. Con gái của ông đã đăng lên Instagram vào đầu tháng 1 rằng: "Chúng tôi không bị bệnh, nhưng chúng tôi có quá nhiều bạn bè và gia đình xét nghiệm dương tính [với COVID-19] ngay bây giờ, dương tính nhưng vẫn ổn".  Những người đáng chú ý đã đăng những lời tưởng nhớ bao gồm Bonnie Tyler, Cher, Brian May, Boy George, Piers Morgan, Travis Tritt, Marlee Matlin, Stephen Fry và Donald Trump.  Đội cận vệ của Nữ hoàng đã trình diễn "Tôi sẽ làm bất cứ điều gì cho tình yêu (Nhưng tôi sẽ không làm điều đó)". 

## Danh sách đĩa nhạc
Album solo
- Bat Out of Hell (1977)
- Dead Ringer (1981)
- Midnight at the Lost and Found (1983)
- Bad Attitude (1984)
- Blind Before I Stop (1986)
- Bat Out of Hell II: Back into Hell (1993)
- Welcome to the Neighbourhood (1995)
- Couldn't Have Said It Better (2003)
- Bat Out of Hell III: The Monster Is Loose (2006)
- Hang Cool Teddy Bear (2010)
- Hell in a Handbasket (2011)
- Braver Than We Are (2016)

Nghệ sĩ khách mời
- Stoney & Meatloaf (1971) (với Shaun Murphy)
- Free-for-All (1976) (với Ted Nugent)

## Lưu diễn
- Bat Out Of Hell Tour (1977–1978)
- Dead Ringer Tour (1981–1982)
- 1983 World Tour (1983)
- Bad Attitude Tour (1984–1985)
- 20/20 World Tour (1987)
- Lost Boys And Golden Girls World Tour (1988)
- Off-Tour (1989–1992)
- Everything Louder Tour (1993–1994)
- Born To Rock World Tour (1996)
- German Festival Tour (1997)
- The Very Best Of World Tour (1999)
- The Storytellers Tour (1999–2000)
- Atlantic City Shows (2001)
- Night Of The Proms (2001)
- Just Having Fun Tour (2002–2003)
- The Last World Tour (2003–2004)
- Hair Of The Dog Tour (2005-2006)
- Bases Are Loaded Tour (2006)
- Seize the Night Tour / Three Bats Live Tour (2007)
- Casa De Carne Tour (2008)
- Hang Cool Tour (2010–2011)
- Guilty Pleasure Tour (2011)
- Mad Mad World Tour (2012)
- Last at Bat Farewell Tour (2013)
- Rocktellz & Cocktails (2013–2014)
- Live in Concert Tour (2015–2016)

## Tư liệu
- Meat Loaf (1999). To Hell and Back: An Autobiography. ReganBooks. ISBN 0-06-039293-2.